# Sprzęt komputerowy
Sprzęt komputerowy (ang. hardware) – materialna część komputera. Ogólnie hardware’em nazywa się sprzęt komputerowy jako taki i odróżnia się go od software’u – czyli oprogramowania.
Podział ten jest nieostry, gdyż współcześnie wiele elementów sprzętu komputerowego ma „wszyte” na stałe oprogramowanie nazywane oprogramowaniem układowym (ang. firmware), stanowiące jego integralną część, bez którego elementy te nie mogłyby funkcjonować. Przykładowo większość drukarek komputerowych ma w swojej pamięci zestaw komend, przy pomocy których realizuje proces drukowania i których odpowiednik znajduje się w pamięci komputera stanowiąc programowy sterownik tego urządzenia.
Wiele urządzeń – typu karty graficzne, płyty główne – ma własne oprogramowanie nazywane BIOS. W stosunku do oprogramowania innych urządzeń, najczęściej systemów wbudowanych, używa się słowa firmware.

## Przykłady sprzętu komputerowego
Sprzętem komputerowym jest np.:
- procesor,
- płyta główna,
- pamięć komputerowa,
- urządzenia peryferyjne:
  - dysk twardy,
  - monitor,
  - klawiatura,
  - mysz komputerowa,

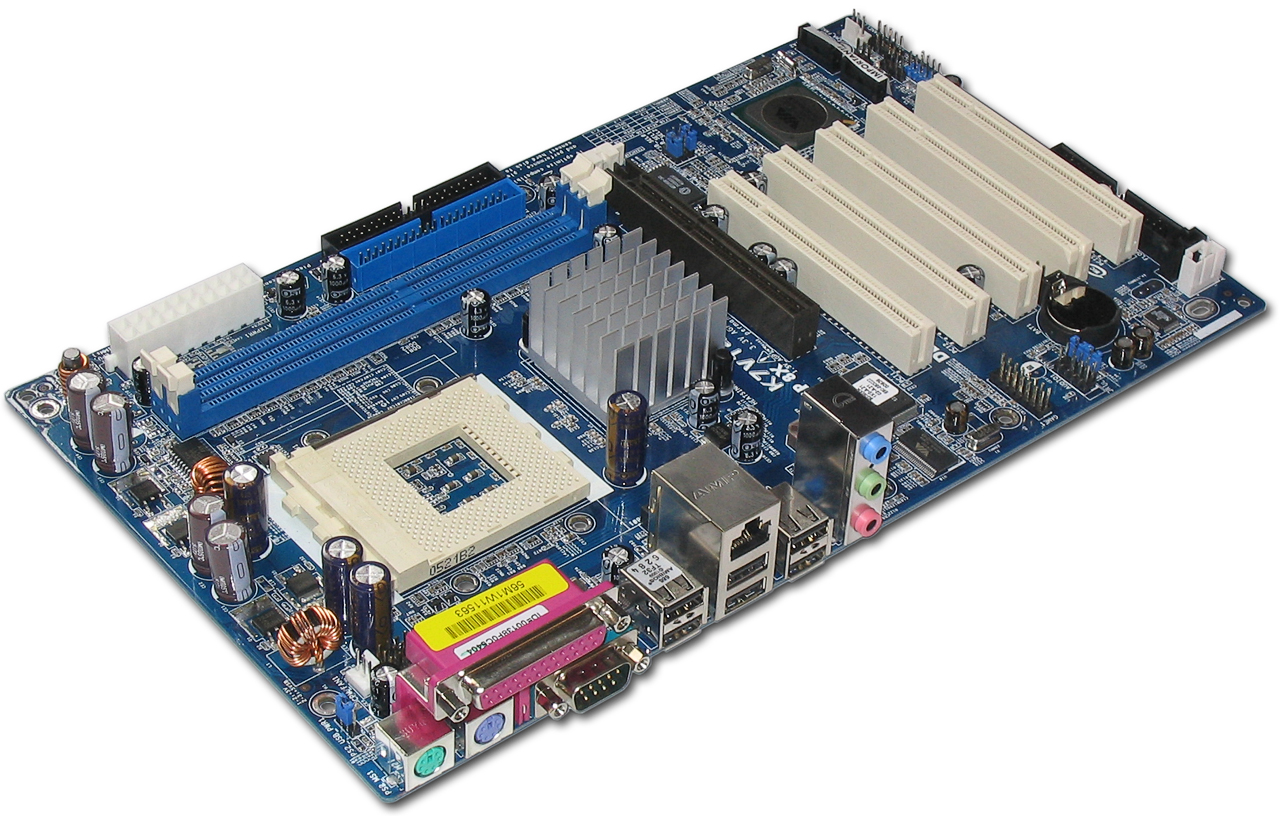
Przykładowa płyta główna komputera w standardzie ATX

- dołączony do komputera sprzęt multimedialny:
  - drukarka,
  - skaner,
  - kamera internetowa.